# 1988年6月逝世人物列表
1988年逝世人物列表：1月 - 2月 - 3月 - 4月 - 5月 - 6月 - 7月 - 8月 - 9月 - 10月 - 11月 - 12月
1988年6月逝世人物列表，是用於匯總1988年6月期間逝世人物的列表。

## 依日期排序

### 1日
- 萊昂·貝拉斯科（Leon Belasco），85歲，俄裔美國演員（我的妹妹愛琳）和音樂家。[1]
- 赫伯特·費格爾（Herbert Feigl），85歲，奧地利裔美國哲學家（名詞學懸垂者），癌症。[2]
- 路易士·佛朗哥，89歲，阿根廷散文家和詩人。[3]
- 彼得·胡爾科斯（Peter Hurkos），77歲，荷蘭裔美國人，聲稱擁有通靈能力，心臟病發作。[4]
- Ricky May，44歲，紐西蘭出生的澳大利亞爵士歌手和音樂家，心臟病發作。[5]
- 維克多·威林，60歲，英國裸體畫家，多發性硬化症。[6]

### 2日
- 约瑟夫·格里古列维奇，75歲，蘇聯秘密員警。[7]
- 弗雷德·霍爾斯特德（Fred Halstead），61歲，美國社會主義工人黨（American Socialist Workers Party）美國總統候選人，肝癌。[8]
- 霍勒斯·希爾德雷斯（Horace Hildreth），85歲，美國政治家和外交官，美國駐巴基斯坦大使，心臟病發作。[9]
- 拉吉·卡浦爾（Raj Kapoor），63歲，印度演員，製片人和導演（流浪者），哮喘。[10]
- 奈傑爾·唐野（Nigel Tangye），79歲，英國飛行員，小說家和記者，曾在軍情五處工作。

### 3日
- 亞歷山大·本尼格森（Alexandre Bennigsen），75歲，蘇聯伊斯蘭教學者。[11]
- Kitty Canutt，88歲，美國職業野馬騎手。
- 安娜·馬勒，85歲，奧地利雕塑家，古斯塔夫·馬勒的女兒。[12]
- 大衛·摩爾，28歲，美國職業拳擊手，因被壓在車下而窒息。[13]
- 潔西嘉·尼爾森·諾斯（Jessica Nelson North），96歲，美國作家和詩人。[14]
- 布萊恩·斯賓塞，38歲，加拿大NHL冰球運動員（多倫多楓葉，紐約島人），在搶劫中被槍殺。[15]
- 卡爾·瓦格納，86歲，納粹德國將軍。

### 4日
- Majnun Gorakhpuri，84歲，巴基斯坦短篇小說作家、詩人和文學評論家。[16]
- 弗洛德·米勒，76歲，美國共產黨員。[17]
- 道格拉斯·尼科爾斯爵士，81歲，澳大利亞牧師，原住民和解活動家，南澳大利亞州州長。[18]
- 倫佐·帕爾默（Renzo Palmer），57歲，義大利電影、電視和舞台演員，癌症。[19]
- 艾倫·羅伊斯（Allan Reuss），72歲，美國爵士吉他手和作曲家（《越來越多》）。

### 5日
- 邁克爾·巴林頓，63歲，英國演員（粥、愛德華七世），心臟病發作。
- 羅伯特·達德利·愛德華茲，79歲，愛爾蘭歷史學家。[20]
- Clarence M. Pendleton Jr.，57歲，美國民權委員會主席，心臟病發作。[21]
- 羅蘭·裡奇（Roland Ritchie），77歲，加拿大律師，加拿大最高法院大法官。[22]

### 6日
- 湯瑪斯·迪貝拉，82歲，可倫坡犯罪家族的美國黑幫。
- Gheorghe Eminescu，98歲，羅馬尼亞歷史學家，呼吸道感染。
- 錢德拉·費爾南多（Chandra Fernando），46歲，斯里蘭卡牧師，遇刺身亡。[23]
- 約翰·喬丹，58歲，愛爾蘭詩人和短篇小說作家。[24]
- 雅克·勒羅伊·拉杜里（Jacques Le Roy Ladurie），86歲，法國政治家，農業部長，法國抵抗運動成員。[25]
- 黎氏榴，77歲，越南畫家。
- 雅克·勒杜（Jacques Ledoux），66-67歲，比利時電影專家，比利時皇家電影資料館館長。[26]
- 喬·派特裡奇，55歲，羅得西亞板球運動員（南非）。[27]

### 7日
- 馬丁·索默（Martin Sommer），73歲，納粹德國黨衛軍Hauptscharführer，“布痕瓦爾德的劊子手”。
- 弗農·華盛頓，64歲，美國演員（《最後的星際戰士》《13日星期五：新的開始》）。

### 8日
- Russell Harty，53歲，英國電視節目主持人，藝術節目和脫口秀節目，肝炎引起的肝功能衰竭。[28]
- 伊馮娜·休伯特（Yvonne Hubert），93歲，比利時出生的加拿大鋼琴家。[29]
- 羅傑·林登（Roger Lyndon），70歲，美國數學家（林登語，克雷格-林登插值法）。[30]
- Eli Mintz，83歲，奧匈帝國出生的美國演員（《我的孩子們》），肺炎。[31]
- Philippe Nguyễn Kim Điền，67歲，越南羅馬天主教主教，順化大主教。[32]
- 查克·羅伯森（Chuck Roberson），69歲，美國演員和特技演員，癌症。[33]

### 9日
- 紐特·艾倫，87歲，美國黑人聯盟棒球運動員（堪薩斯城君主隊）。[34]
- 拉希德·貝赫布多夫（Rashid Behbudov），73歲，亞塞拜然歌手和演員（The Cloth Peddler）。
- Leon Falk Jr.，86歲，美國鋼鐵公司高管（福爾克實驗學校），中風。[35]
- 卡爾·克勞斯，50歲，德國理論物理學家（量子力學），癌症。[36]
- 西里爾·馬格寧（Cyril Magnin），88歲，美國商人，約瑟夫·馬格寧（Joseph Magnin）的首席執行官，心力衰竭。[37]

### 10日
- 拜倫·艾倫（Byron G. Allen），86歲，美國政治家，愛荷華州眾議院議員。[38]
- 亞瑟·加里·畢曉普（Arthur Gary Bishop），35歲，美國被定罪的性犯罪者和連環殺手，被注射死刑。[39]
- 魯道夫·鄧巴（Rudolph Dunbar），80歲，圭亞那指揮家，單簧管演奏家和作曲家，癌症。[40]
- Louis L'Amour，80歲，美國小說家（Last of the Breed、Shalako），肺癌（非吸煙者）。[41]
- 威利·羅斯（Willie Ross），77歲，蘇格蘭政治家，蘇格蘭國務卿，癌症。[42]
- 亨利克·斯塔熱夫斯基（Henryk Stażewski），94歲，波蘭畫家、視覺藝術家和作家。[43]
- 何塞普·塔拉德拉斯，89歲，西班牙政治家，加泰羅尼亞政府主席，慢性肺病。[44]

### 11日
- 邁克·克蘭西，63歲，美國職業摔跤手，NWA世界青年重量級冠軍。
- 內森·庫克（Nathan Cook），38歲，美國演員（酒店），對青黴素過敏。[45]
- Ernani Cuenco，52歲，菲律賓作曲家、電影配樂和音樂總監（Bato sa Buhangin）。[46]
- 克莉絲蒂娜·法佈雷加，57歲，法國女演員和電視名人。
- 朱塞佩·萨拉盖特（Giuseppe Saragat），89歲，義大利政治家，義大利總統，心臟病。[47]
- 瑪麗安·范·赫圖姆（Marianne Van Hirtum），52歲，比利時作家。

### 12日
- Eugenie Baird，64歲，美國歌手。
- 馬塞爾·普特（Marcel Poot），87歲，比利時作曲家、教授和音樂家。[48]

### 13日
- Thomas McKeown，75歲，英國醫生。[49]
- Emil Telmányi，95歲，匈牙利出生的小提琴家。

### 14日
- 羅伯特·巴里，73歲，美國政治家，美國眾議院議員，肺癌。[50]
- 約翰尼·法雷爾，87歲，美國高爾夫球手，美國公開賽冠軍，中風。[51]
- 薩拉·加拉多（Sara Gallardo），56歲，阿根廷作家和記者，哮喘。[52]
- 閑院宮春仁王，85歲，日本帝國陸軍將軍。
- 阿爾瑪·勞埃德（Alma Lloyd），74歲，美國女演員（如果我是國王、馬鞍之歌、大噪音）。

### 15日
- Frank A. Beach，77歲，美國动物行为学家和作家（行為內分泌學）。[53]
- Floyd J. McCree，65歲，美國政治家，密歇根州弗林特市市長，心臟驟停。[54]
- Robert Seymour，33歲，北愛爾蘭的忠誠者，被I.R.A.槍殺[55]
- 威利·貝拉斯克斯（Willie Velasquez），44歲，美國社會活動家，創立了西南選民登記教育專案，腎癌。[56]
- 克萊門特·維斯馬拉（Clement Vismara），90歲，義大利羅馬天主教神父和傳教士。[57]
- 喬治·沃德，80歲，英國政治家，航空大臣。[58]

### 16日
- 金·米爾福德，37歲，美國演員（洛基恐怖秀、耶穌基督超級巨星），心臟直視手術后出現併發症。
- Andrea Pazienza，32歲，義大利漫畫家和畫家，海洛因過量。[59]
- 米格爾·皮涅羅，41歲，波多黎各出生的美國劇作家和演員（短眼），肝硬化。[60]

### 17日
- 布萊恩·巴羅內特，27歲，南非職業拳擊手，擊倒併發症。[61]
- 伊丽莎白·莱恩（Elizabeth Lane），82歲，英國大律師和法官。[62]

### 18日
- Archie Cochrane，79歲，蘇格蘭醫生（随机对照试验）。[63]
- 伊莉莎白·加德納，30歲，英國理論物理學家（加德納過渡），癌症。[64]
- Kjell Kleppe，53歲，挪威生物化學家和分子生物學家（聚合酶链式反应）。[65]
- 威爾福德·利奇，58歲，美國導演和編劇（彭讚斯海盜、埃德溫·德魯德之謎），癌症。[66]
- Sallie Martin，92歲，美國福音歌手。[67]
- E. Hoffmann Price，89歲，美國通俗小說作家（Through the Gates of the Silver Key）。[68]
- 伊西爾·希瓦扎，82歲，蘇聯詩人和作家。[69]

### 19日
- M. Ajmal，78歲，印度-巴基斯坦演員（Heer Ranjha）。
- Marco Donat-Cattin，34歲，義大利恐怖分子（前线），行人交通事故。[70]
- 威廉·哈羅德·赫特（William Harold Hutt），88歲，英國經濟學家。[71]
- Marie Logoreci，67歲，阿爾巴尼亞女演員（偉大的戰士斯坎德培）。
- 島田輝，82歲，日本出生的美國演員（你只活兩次）。
- 格拉迪斯·斯派曼（Gladys Spellman），70歲，美國政治家，美國眾議院議員，昏迷併發症。[72]
- Aaly Tokombaev，83歲，吉爾吉斯斯坦詩人、作曲家和小說家。

### 20日
- Aracy de Almeida，73歲，巴西歌手，心臟病發作。[73]
- 亞歷克斯·貝因，85歲，德國猶太歷史學家和猶太復國主義歷史學家（西奥多·赫茨尔傳記）。[74]
- 阿爾弗雷德·雷納德（Alfred Renard），93歲，比利時飛行員，被車撞。
- 羅伯特·耶羅泰爾（Robert Yellowtail），98歲，美國克羅族（Crow Nation）領袖。[75]

### 21日
- 鮑比·多德（Bobby Dodd），79歲，美國大學橄欖球運動員和教練（佐治亚理工学院），肺癌。[76]
- 老約翰·鄧肯，69歲，美國律師和政治家，美國眾議院議員，癌症。[77]
- 喬治·伊瓦斯庫，76歲，羅馬尼亞記者、文學評論家和共產主義激進分子。
- 佩德里托·里科（Pedrito Rico），55歲，西班牙歌手、舞蹈家和演員。[78]
- Sverre Riisnæs，90歲，挪威法學家和檢察官，二戰期間全國集會的成員。
- T. E. Utley，67歲，英國記者和作家。[79]

### 22日
- 傑西·埃德·大衛斯（Jesse Ed Davis），43歲，美國吉他手，吸毒過量。[80]
- 鄧尼斯·戴，72歲，美國演員，喜劇演員和歌手（杰克·本尼秀），腦出血。[81]
- 漢克·愛德華茲，69歲，美國職業棒球大聯盟球員（克里夫蘭守護者）。[82]
- Bramwell Fletcher，84歲，英國演員（斯文加利）。[83]
- 羅斯·弗蘭肯，92歲，美國作家和劇作家（Claudia）。[84]
- 彼得·格羅貝拉爾，79歲，南非軍事指揮官，南非國防軍總司令。
- Bhadant Anand Kausalyayan，83歲，印度佛教僧侶。
- 佩里·傑克遜，68歲，美國NFL橄欖球運動員。
- 李孝式，87歲，馬來西亞政治家，財政和運輸部長。[85]
- 倫納德·馬特洛維奇（Leonard Matlovich），44歲，美國越南戰爭退伍軍人，第一位出兵的同性戀軍人，愛滋病毒。[86]
- 霍華德·米切爾，77歲，美國大提琴家和指揮（國家交響樂團），心力衰竭。[87]
- 斯图尔特·伦德尔，78歲，美國演員（Cimarron City、Laramie）。
- 萧军，80歲，中國作家。[88]

### 23日
- 維奧拉·金特裡，93-94歲，美國飛行員。[89]
- 阿爾伯特·約翰斯頓（Albert C. Johnston），87歲，美國醫生和作家，試圖冒充白人。[90]
- 梁漱溟，94歲，中國哲學家、政治家和作家。[91]
- 亨利·默里，95歲，美國心理學家（主題感知測試），肺炎。[92]
- 海因茨·佩格爾斯（Heinz Pagels），49歲，美國物理學家和作家，登山事故。[93]

### 24日
- 瑪爾塔·阿巴（Marta Abba），87歲，義大利女演員，腦出血。[94]
- 裴春湃，67歲，越南畫家。[95]
- 米哈伊·貝尼烏克，80歲，羅馬尼亞詩人、劇作家和小說家，羅馬尼亞作家聯盟主席。
- 羅伯托·奎瓦·德爾·里奧（Roberto Cueva del Río），80歲，墨西哥壁畫家。
- Csaba Kesjár，26歲，匈牙利賽車手，賽車事故。
- 愛琳·泰勒（Irene Taylor），81-82歲，美國歌手（《密西西比泥》（Mississippi Mud）、《柳樹為我哭泣》（Willow Weep for Me））。

### 25日
- Jean Boffety，63歲，法國電影攝影師（《一個簡單的故事》）。[96]
- Șerban Cioculescu，85歲，羅馬尼亞文學評論家、文學史學家和專欄作家。[97]
- 蜜翠·吉拉斯（Mildred Gillars），87歲，受雇於納粹德國的美國廣播員，被判犯有叛國罪，結腸癌。[98]
- Svavar Guðnason，78歲，冰島畫家。
- 阿里·哈希米（Ali Hashemi），26歲，伊朗軍事指揮官。
- 內維爾·皮克林（Neville Pickering），64歲，紐西蘭政治家，紐西蘭國會議員。[99]
- 希勒爾·斯洛伐克（Hillel Slovak），26歲，以色列裔美國音樂家，紅辣椒樂隊（Red Hot Chili Peppers）的吉他手，吸毒過量。[100]
- Jimmy Soul，45歲，美國歌手，心臟病發作。

### 26日
- 漢斯·烏爾斯·馮·巴爾塔薩，82歲，瑞士神學家和天主教神父，心臟病發作。[101]
- Marion Hall Best，83歲，澳大利亞室內設計師。[102]
- 桑迪·坎貝爾（Sandy Campbell），46歲，百老匯演員。
- 海因里希·海姆（Heinrich Heim），88歲，納粹德國律師，马丁·鲍曼（Martin Bormann）的助手，錄製了希特勒餐桌談話。
- 沃爾特·馬托尼（Walter Matoni），70歲，納粹德國空軍王牌。
- 伊夫·普拉特（Yves Pratte），63歲，加拿大律師和法學家，加拿大最高法院大法官，心臟病發作。[103]
- 漢斯·羅森伯格，84歲，德國歷史學家。[104]

### 27日
- 萊奧妮·亞當斯（Léonie Adams），88歲，美國詩人，美國國會圖書館桂冠詩人顧問。[105]
- 阿基蘭，65-66歲，印度小說家。
- 邁克爾·巴里，78歲，英國電視製片人和導演。[106]
- 約翰·格羅斯，80歲，美國插畫家。[107]
- 阿帕里西奥·门德斯，83歲，烏拉圭律師和政治家，烏拉圭總統。[108]
- R. Muttusamy，62歲，斯裡蘭卡音樂總監和歌手。[109]
- Homi J. H. Taleyarkhan，85-86歲，印度國大黨政治家，錫金總督。

### 28日
- A. Aiyappan，83歲，欽奈政府博物館館長。
- 威廉·諾丁，51歲，美國海軍上尉，汽車炸彈。[110]
- Iris Origo，85歲，英國-義大利傳記作家和作家（《Val d'Orcia的戰爭》）。[111]
- 庫爾特·拉布（Kurt Raab），46歲，西德演員、編劇和劇作家，愛滋病。[112]

### 29日
- Tengku Ampuan Afzan，55歲，馬來西亞彭亨王后，癌症。
- 亚历山大·戈尔金，90歲，蘇聯政治家，蘇聯最高法院院長。
- 約翰·彼特（John Peet），72-73歲，英國記者，叛逃到東德。[113]
- 弗朗西斯卡·特默森，81歲，波蘭出生的英國畫家、插畫家和電影製片人。

### 30日
- Alan W. Bishop，68歲，英國岩土工程師（邊坡穩定性）。[114]
- Chacrinha，70歲，巴西喜劇演員，廣播和電視名人，心臟病發作。
- 約翰娜·霍費爾（Johanna Hofer），91歲，德國出生的美國女演員。[115]
- A. S. Nair，57歲，印度畫家、插畫家和漫畫家。
- Suthi Veerabhadra Rao，41歲，印度電影演員，心臟病發作。[116]

### 日期不詳
- 湯米·布魯克金斯（Tommy Brookins），81歲，哈萊姆環球旅行者隊（Harlem Globetrotters）的創始人，中風。[117]（6月5日逝世）
- 戴夫·克勞福德，44歲，美國R&B音樂家和詞曲作者（Young Hearts Run Free、What a Man），被謀殺。
- 埃裡克·詹寧斯（Eric Jennings），65歲，英國國際足聯（FIFA）上市的足球裁判。